# サンロレンソの戦い

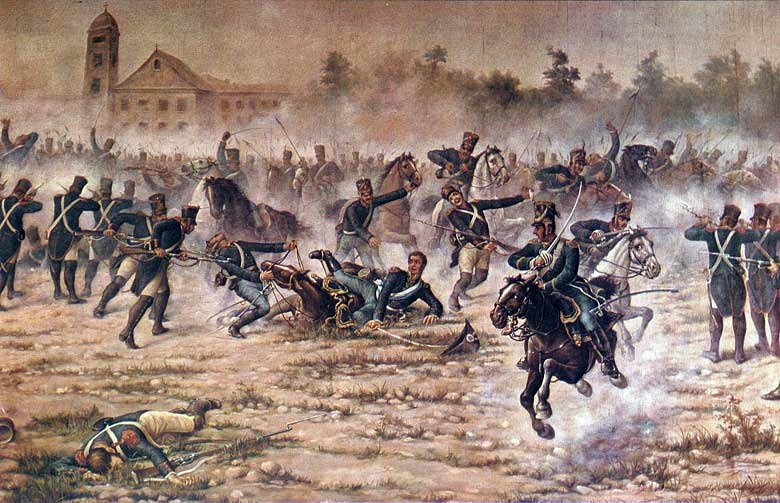
サン・ロレンソの戦い

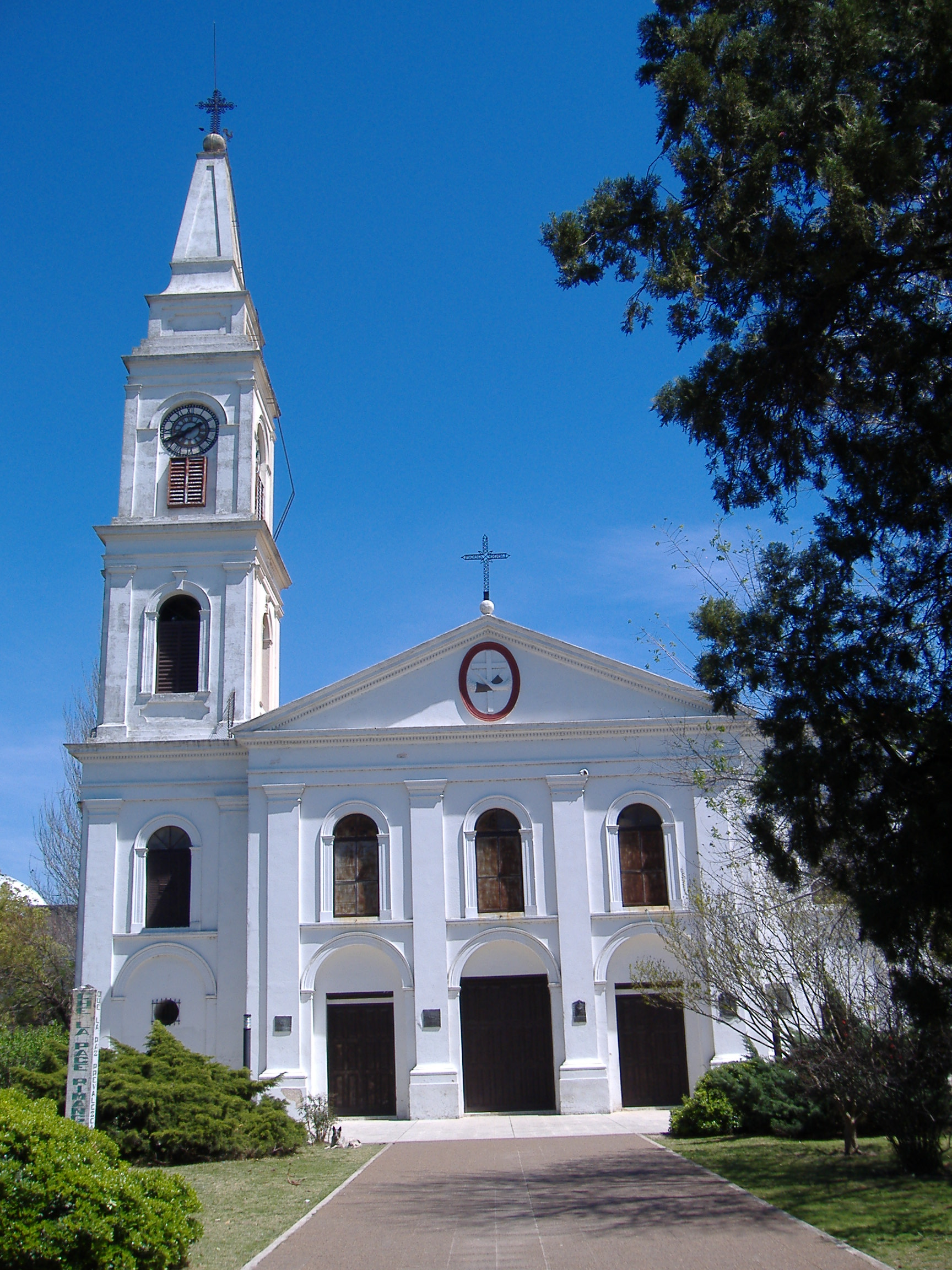
戦いの舞台となったサン・カルロス・ボロメオ修道院

サン・ロレンソの戦い（さんろれんそのたたかい、西: Combate de San Lorenzo）とは1813年2月3日、サン・ロレンソでホセ・デ・サン・マルティンの指揮するリオ・デ・ラ・プラタ諸州連合軍の騎兵隊が、ホセ・サバラの指揮するスペイン王党派軍を撃破した、アルゼンチン独立戦争の最初の戦い。
約250人の兵力を擁する11隻の王党派船団は、モンテビデオから出発し、パラナ川を遡って、ロサリオを通過した。その後、朝5時半ごろ、食糧を徴発する為、サン・ロレンソの港より数キロ北の方にあるサン・カルロス・ボロメオ修道院の近くで船を降りた。
連合軍は修道院の背後に布陣しており、礼拝堂から王党派軍の到着を確認したところで戦闘開始の命令が下された。食糧調達を目的として上陸した王党派軍は、戦闘準備が整っておらず、船から大砲による援護を受けたものの、150名の連合軍に15分で敗れて撤退する結果となった。サン・マルティンの報告によると、王党派軍は40名が戦死し、少なくとも12名が負傷、14名が捕虜となった。これに対し、連合軍は26名を失っている。
この戦いの最中に、サン・マルティンは落馬して足が馬の下敷きになり、身動きが取れなくなっているところを王党派軍に攻撃された。ファン・バウティスタ・カブラルが身代わりの盾となったため、危機一髪で命を救われた。カブラルはサン・マルティンの命を救った者として、後世に名を残すこととなる。

## サン・ロレンソの行進曲
1901年に軍楽隊の指揮者カイェターノ・アルベルト・シルバ(1868–1920)によってサン・ロレンソ行進曲（Marcha de San Lorenzo）が作曲された。この曲はカルロス・ベニエリによって作詞され、1902年10月30日にロサリオで行われた、サン・マルティンを称える記念碑の除幕式において初演された。

## 戦跡
サンロレンソの戦いの戦跡は、ロサリオ都市圏の4つの都市の名前となって残っている。
- プエルト・ヘネラル・サン・マルティン（勝利を収めた司令官の名を街につけるのは、アルゼンチンでよく見られる習慣）
- フレイ・ルイス・ベルトラン（負傷者の手当てを行った修道院の修道士にちなむ）
- カピタン・ベルムデス（連合軍の大尉にちなむ）
- グラナデオ・バイゴッリア（擲弾兵隊の兵士の名にちなむ）

また、ロサリオの最も古い市域にある通りには、カラブル軍曹にちなんでファン・バウティスタ・カブラル通りという名がつけられている。ロサリオの目抜き通りのひとつはサン・マルティン通りと名づけられており、上記4都市のすべてにも同じ名前の通りがある。
サン・カルロス修道院は、戦死した兵士の遺体を骨壷に収め保管している。修道院はサン・ロレンソの戦いに関する歴史博物館を併設しているほか、サン・マルティンが使用した小部屋を見学することができる。修道院の前面には、記念碑のある公園があり、建物の裏手には、サン・マルティンが身を隠しながら戦闘前の打ち合わせを行ったという古木がある。